# Јулија Капулети
Јулија Капулети је главни женски лик у трагедији Вилијама Шекспира Ромео и Јулија.